# Private banking
Private banking is de term voor de financiële dienstverlening van banken aan welgestelde particulieren. Om voor private banking in aanmerking te komen moet een klant doorgaans minimaal één miljoen euro vrij besteedbaar hebben, hoewel bij enkele banken de ondergrens lager ligt. De term private slaat op de persoonlijke benadering die gepaard gaat met private banking, in tegenstelling tot de massamarkt van gewoon consumentenbankieren (retail banking). In private banking kennen we ook een open en een gesloten architectuur. Open architecturen benadrukken de onafhankelijkheid van de banken en de vrije keuze van producten als de belangrijkste factoren om voor hen te kiezen. Bij gesloten architectuur is dit dus niet het geval.

## Geschiedenis
Private banking is de manier waarop bankieren ontstaan is. De eerste banken in Venetië waren gericht op het persoonlijk beheren van spaargeld en adviseren over vermogen van rijke families. Pas bij het ontstaan van de middenklasse en de retailbanken kreeg "private banking" die naam om zich te onderscheiden. 

### Ontwikkelingen in privaat bankieren
Traditioneel waren private banken voor generaties aan families gekoppeld. Ze namen vaak alle financiële taken van families ‘uit handen’ of speelden er een adviserende rol in. Van erven en schenken tot bedrijfsoverdrachten, investeren, sparen en beleggen tot lenen. De internationalisering van de economie, technologische ontwikkelingen zoals internet en mobiele telefonie zorgen ervoor dat de banken anders moeten gaan werken en nieuwe markten moeten opzoeken. Zo is de aanwas van miljonairs in Europa laag ten opzichte van Azië, waar het aantal miljonairs gegroeid is naar 3,6 miljoen.
De technologische ontwikkelingen hebben ervoor gezorgd dat zonder uitgebreid kantorennetwerk bankdiensten aangeboden kunnen worden. Zo is het mogelijk via aanbieders van online beleggingsdiensten zoals Alex.nl en Binck zonder kantoor beleggingen te beheren. Ook de regelgeving ten aanzien van beloning en het terugwinnen van het vertrouwen na de bankencrisis vergen een andere werkwijze.

## Dienstverlening
De afdeling private banking richt zich op vermogensbeheer, zoals sparen en beleggen, maar ook op kwesties omtrent erfenissen en belastingen. Het is gebruikelijk dat klanten contact hebben met een vaste contactpersoon. Hoe exclusiever de bank, hoe exclusiever de relatie met de klant. De grens voor het in aanmerking komen voor private banking wordt niet altijd naar buiten toe gecommuniceerd.
Volgens Scorpio Partnership's Annual Private Banking Benchmark over 2006 heeft het Zwitserse UBS de grootste afdeling private banking ter wereld, gemeten naar beheerd vermogen. Op nummer twee staat Citigroup, gevolgd door Merrill Lynch. Deze drie banken hebben elk meer dan 1.000 miljard dollar aan beheerd particulier vermogen. Private banking in Nederland en België is het werkterrein van kleine exclusieve banken zoals Bank Degroof, Van Lanschot Bankiers, Schretlen & Co, Theodoor Gilissen Bankiers, Bank Insinger de Beaufort en het voormalige Staalbankiers, maar ook van grootbanken zoals KBC. Ook Triodos Bank biedt Private Banking dienstverlening aan, met focus op de duurzame, positieve impact die het vermogen van klanten teweeg kan brengen. Daarnaast heeft private banking een vlucht genomen binnen de Nederlandse grootbanken. Zo bieden onder meer ABN AMRO, ING en Rabobank producten en diensten voor vermogende particulieren.